# Saxon (album)
Saxon (ang. Saksończyk) – pierwszy album studyjny brytyjskiej heavymetalowej grupy Saxon.

## Lista utworów
1. "Rainbow Theme"
2. "Frozen Rainbow"
3. "Big Teaser"
4. "Judgement Day"
5. "Stallions of the Highway"
6. "Backs to the Wall"
7. "Still Fit to Boogie"
8. "Militia Guard"

reedycja - 2009, wydana przez EMI; zawiera utwory bonusowe:
- dema Son Of A Bitch z roku (1978):

1. Big Teaser
2. Stallions of the Highway
3. Backs to the Wall
4. Rainbow Theme
5. Frozen Rainbow

- Tommy Vance's Friday Rock Show - BBC Session (1980)

1. Backs to the Wall
2. Stallions of the Highway
3. Motorcycle Man
4. Still Fit to Boogie
5. 747 (Strangers in the Night)

- strona B singla Suzie Hold On

1. Judgement Day (wersja koncertowa)

- na żywo z festiwalu Monsters of Rock (Castle Donington, 16 sierpnia 1980)

1. Still Fit to Boogie
2. Backs to the Wall
3. Stallions of the Highway

## Twórcy
- Biff Byford - śpiew
- Graham Oliver - gitara
- Paul Quinn - gitara
- Steve Dawson - gitara basowa
- Pete Gill - perkusja